# File (ordre)
file és una ordre de la família dels sistemes operatius Unix, que permet detectar el tipus i  format d'un arxiu. Per aconseguir-ho, analitza els encapçalaments i els  nombres màgics o bé el contingut que l'arxiu tingui.

## Descripció
L'ordre file és una utilitat que realitza una sèrie de proves (test) per determinar el tipus i format d'un arxiu. Més precisament les proves són tres, i la primera que permeti assolir un resultat fa que l'anàlisi finalitzi.
Es detallen a continuació les proves, en l'ordre en què es duen a terme per aquesta ordre:
1. Sistema d'arxius: s'intenta determinar si l'arxiu a examinar és un arxiu del sistema mitjançant lacrida al sistema stat. Gràcies a aquesta prova es pot determinar si és un dispositiu, enllaç simbòlic, una canonada, etc.
2. Nombres màgics: S'intenta determinar el tipus, analitzant determinats bytes ubicats en posicions específiques dins de l'arxiu. Aquests bytes se'ls anomena nombres màgics, i solen estar al començament de la capçalera. La informació per a realitzar aquesta anàlisi figura en l'arxiu / usr / share / misc / magic.mgc.
3. Prova de sintaxi: aquesta última prova consisteix a determinar quin tipus de sintaxi té un arxiu de text. Aquesta prova només es realitza sobre els arxius que s'hagi determinat que siguin text pla. Bàsicament consisteix a buscar la presència de determinades paraules claus que permeten identificar la sintaxi usada dins d'aquest arxiu.

## Mode d'ús
La invocació de l'ordre file té el següent format:
- File [PARÀMETRES] ARXIU ...

Els paràmetres possibles, segons l'especificació POSIX, són:
-DRealitza les proves de sintaxi i de nombres màgics del sistema. Aquesta és l'opció per defecte, si no s'utilitza -m o -M
-HSi l'arxiu a analitzar és un enllaç simbòlic, l'identifica com a tal.
-INo oferir una classificació addicional més enllà de la del tipus bàsic.
-m arxiuRealitza una prova addicional de nombres màgics amb l'arxiu indicat
-M arxiuSimilar a -m, llevat que no realitza les proves de sintaxi i de nombres màgics per defecte del sistema.

En els sistemes operatius GNU/Linux, aquesta comanda va ser enriquit amb molts més paràmetres, entre els quals es troben:
-BNo imprimeix el nom del fitxer a cada resultat.
-IMostra el tipus mime juntament amb la codificació utilitzada.
-I provaExclou de realitzar la prova indicada. Entre les opcions que podem indicar, es troben:
ApptypeTipus d'aplicació EMX (només per EMX).
AsciiDiversos tipus d'arxius de text. Aquesta prova intenta determinar la codificació, més enllà de la indicada dins del propi arxiu.
EncodingDiversos tipus de codificacions per a la prova suau de nombres màgics.
TokensCerca cadenes conegudes dins dels arxius de text.
CDFMostra detalls dels arxius CDF (Compound Document Files). Per exemple SVG, XHTML, etc.
CompressAnalitza i busca dins dels arxius comprimits.
ElfMostra detalls d'arxius ELF.
SoftConsulta d'arxius màgics.
AportarAnalitza arxius tar.
- Mime-typesimilar a -i, llevat perquè només mostra el tipus mime.
-ZExamina els arxius comprimits.

## Exemples
Visualitzar informació del tipus i format d'un arxiu:
 file fitxer.mp3 
Resultat:
 fitxer.mp3: Àudio file with ID3 versió 2.4.0, contains: MPEG ADTS, layer III, v1, 48 kbps, 44.1 kHz, Stereo

Visualitzar només el tipus mime d'un arxiu:
 file - mime-type fitxer.mp3 
Resultat:
 fitxer.mp3: àudio/mpeg